# Neocyclopina rotundipes
Neocyclopina rotundipes is een eenoogkreeftjessoort uit de familie van de Hemicyclopinidae. De wetenschappelijke naam van de soort is voor het eerst geldig gepubliceerd in 1938 door Kiefer.